# AFI's 100 Years...100 Heroes & Villains

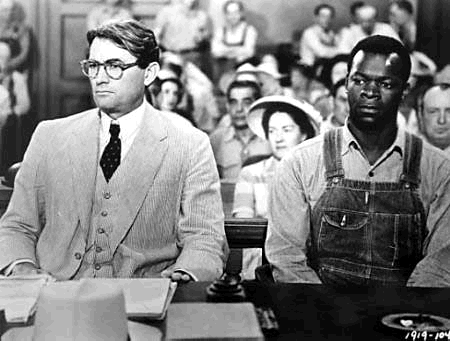
Atticus Finch (Gregory Peck) försvarar Tom Robinson (Brock Peters) i rättssalen i Skuggor över Södern (1962). Finch utsågs till den främste amerikanske filmhjälten.

AFI's 100 Years…100 Heroes and Villains är en lista över de 100 främsta filmkaraktärerna (femtio vardera i kategorierna hjälte och skurk) utvalda av 
American Film Institute i juni 2003. Listan presenterades i ett TV-program på CBS med Arnold Schwarzenegger som värd. 

## Karaktärerna
- När lammen tystnar och Livet är underbart är de enda filmerna som placerat en karaktär på topp tio på båda listorna. Därutöver är Batman och Schindler's List är de enda filmerna som har karaktärer med på båda listor.

- Terminator är den enda karaktären som listas både som skurk (Terminator) och hjälte (Terminator 2 – Domedagen). I filmerna är dessa karaktärer väsensskilda men fysiskt identiska och spelas båda av Arnold Schwarzenegger.

## Skådespelarna
- Gary Cooper är den enda skådespelaren som har tre placeringar på listan; i alla tre fallen på hjältelistan.
- Tolv skådespelare finns med två gånger på samma lista: James Cagney, Bette Davis, Robert Mitchum, Faye Dunaway och Jack Nicholson på skurklistan; och Humphrey Bogart, Henry Fonda, Harrison Ford, Paul Newman, Robert Redford och James Stewart på hjältelistan.

- Al Pacino och Arnold Schwarzenegger är de enda skådespelarna som finns med på båda listorna. Schwarzenegger är med på båda listorna i sina gestaltningar av olika Terminators, medan Pacinos karaktärer är från filmer som inte har någon koppling.

- Av alla skådespelare på listan så har tjugo av dem — Kathy Bates, Marlon Brando, Gary Cooper, Russell Crowe, Robert Donat, Michael Douglas, Sally Field, Louise Fletcher, Jodie Foster, Gene Hackman, Tom Hanks, Anthony Hopkins, Ben Kingsley, Frances McDormand, Gregory Peck, Julia Roberts, George C. Scott, Kevin Spacey, Spencer Tracy, Denzel Washington och John Wayne — mottagit en Oscar för sin rollinsats. Gary Cooper vann två gånger, en gång för Will Kane och en gång för Alvin York (han fick också en tredje nominering, för rollen som Lou Gehrig). Ytterligare 27 av skådespelarna på listan nominerades men vann inte.

## Lista

### Hjältar

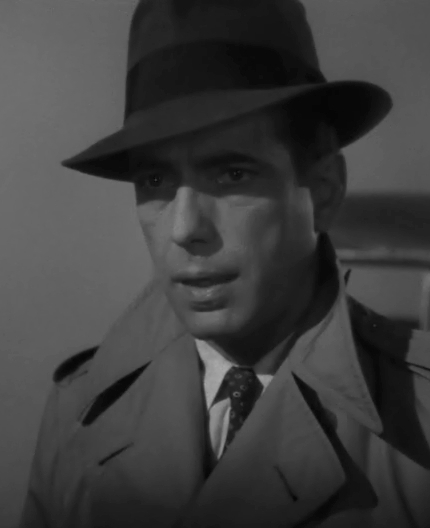
Rick Blaine (Humphrey Bogart) i Casablanca utsågs til den fjärde största hjälten i amerikansk film.

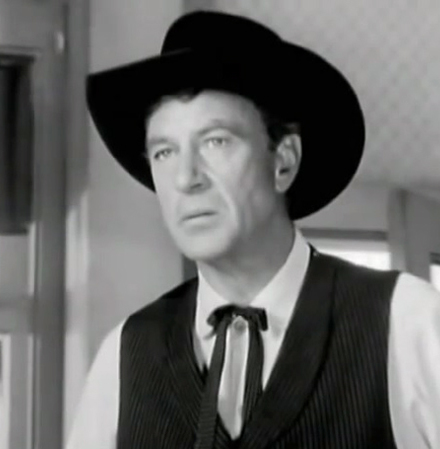
Will Kane (Gary Cooper) i Sheriffen blev korad til den femte största hjälten i amerikansk film.

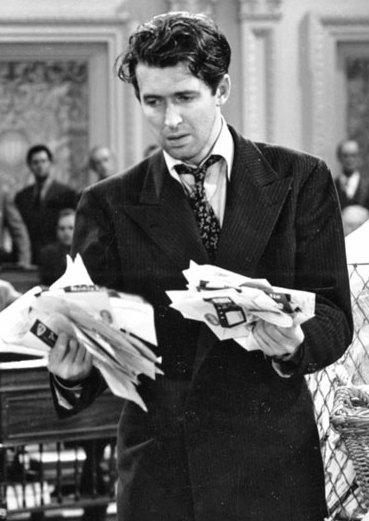
Jefferson Smith (James Stewart) i Mr Smith i Washington landade på plats 11 över hjältar i amerikansk film.

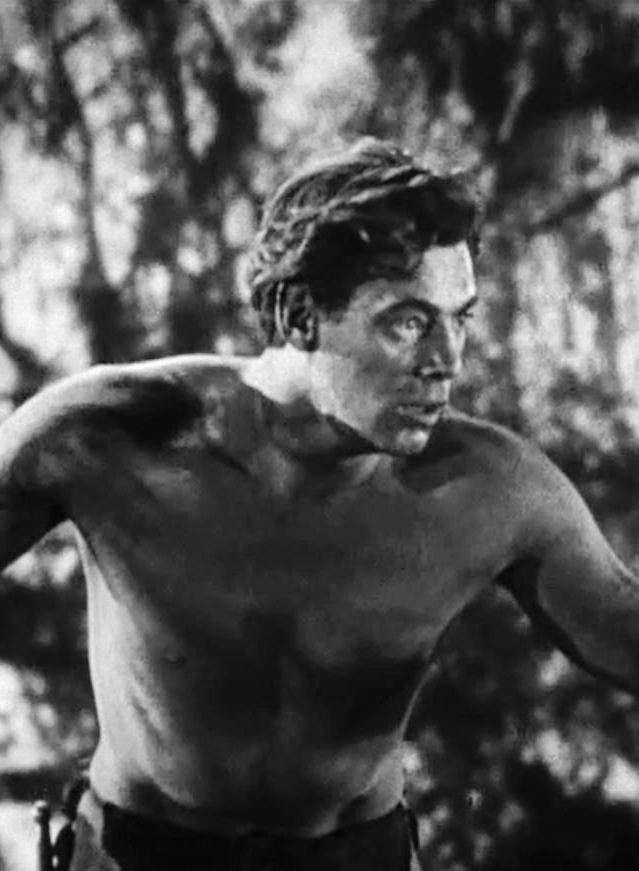
Tarzan (Johnny Weissmuller) i Tarzan (1932) placerade sig på en 34:e plats.

| #   | Hjälte                             | Skådespelare                      | Film                                     | År   | Notering                                                                 |
| --- | ---------------------------------- | --------------------------------- | ---------------------------------------- | ---- | ------------------------------------------------------------------------ |
| 1.  | Atticus Finch                      | Gregory Peck                      | Skuggor över Södern                      | 1962 | Löst baserad på fadern till Harper Lee                                   |
| 2.  | Indiana Jones                      | Harrison Ford                     | Jakten på den försvunna skatten          | 1981 |                                                                          |
| 3.  | James Bond                         | Sean Connery                      | Agent 007 med rätt att döda              | 1962 |                                                                          |
| 4.  | Rick Blaine                        | Humphrey Bogart                   | Casablanca                               | 1942 |                                                                          |
| 5.  | Will Kane                          | Gary Cooper                       | Sheriffen                                | 1952 |                                                                          |
| 6.  | Clarice Starling                   | Jodie Foster                      | När lammen tystnar                       | 1991 |                                                                          |
| 7.  | Rocky Balboa                       | Sylvester Stallone                | Rocky                                    | 1976 |                                                                          |
| 8.  | Ellen Ripley                       | Sigourney Weaver                  | Aliens - Återkomsten                     | 1986 |                                                                          |
| 9.  | George Bailey                      | James Stewart                     | Livet är underbart                       | 1946 |                                                                          |
| 10. | T. E. Lawrence                     | Peter O'Toole                     | Lawrence av Arabien                      | 1962 | Historisk person                                                         |
| 11. | Jefferson Smith                    | James Stewart                     | Mr Smith i Washington                    | 1939 |                                                                          |
| 12. | Tom Joad                           | Henry Fonda                       | Vredens druvor                           | 1940 |                                                                          |
| 13. | Oskar Schindler                    | Liam Neeson                       | Schindler's List                         | 1993 | Historisk person                                                         |
| 14. | Han Solo                           | Harrison Ford                     | Stjärnornas krig                         | 1977 |                                                                          |
| 15. | Norma Rae Webster                  | Sally Field                       | Norma Rae                                | 1979 | Baserat på kvarnarbetaren Crystal Lee Sutton från den amerikanska södern |
| 16. | Shane                              | Alan Ladd                         | Mannen från vidderna                     | 1953 |                                                                          |
| 17. | Harry Callahan                     | Clint Eastwood                    | Dirty Harry                              | 1971 |                                                                          |
| 18. | Robin Hood                         | Errol Flynn                       | Robin Hoods äventyr                      | 1938 |                                                                          |
| 19. | Virgil Tibbs                       | Sidney Poitier                    | I nattens hetta                          | 1967 |                                                                          |
| 20. | Butch Cassidy och Sundance Kid     | Paul Newman och Robert Redford    | Butch Cassidy och Sundance Kid           | 1969 | Historiska personer                                                      |
| 21. | Mahatma Gandhi                     | Ben Kingsley                      | Gandhi                                   | 1982 | Historisk person                                                         |
| 22. | Spartacus                          | Kirk Douglas                      | Spartacus                                | 1960 | Historisk person                                                         |
| 23. | Terry Malloy                       | Marlon Brando                     | Storstadshamn                            | 1954 |                                                                          |
| 24. | Thelma Dickinson och Louise Sawyer | Geena Davis och Susan Sarandon    | Thelma & Louise                          | 1991 |                                                                          |
| 25. | Lou Gehrig                         | Gary Cooper                       | Bragdernas man                           | 1942 | Historisk person                                                         |
| 26. | Superman                           | Christopher Reeve                 | Superman – The Movie                     | 1978 |                                                                          |
| 27. | Bob Woodward och Carl Bernstein    | Robert Redford och Dustin Hoffman | Alla presidentens män                    | 1976 | Historiska personer                                                      |
| 28. | Jurymedlem #8                      | Henry Fonda                       | 12 edsvurna män                          | 1957 |                                                                          |
| 29. | General George Patton              | George C. Scott                   | Patton                                   | 1970 | Historisk person                                                         |
| 30. | Lucas (Luke) Jackson               | Paul Newman                       | Rebell i bojor                           | 1967 |                                                                          |
| 31. | Erin Brockovich                    | Julia Roberts                     | Erin Brockovich                          | 2000 | Historisk person                                                         |
| 32. | Philip Marlowe                     | Humphrey Bogart                   | Utpressning                              | 1946 |                                                                          |
| 33. | Marge Gunderson                    | Frances McDormand                 | Fargo                                    | 1996 |                                                                          |
| 34. | Tarzan                             | Johnny Weissmuller                | Tarzan                                   | 1932 |                                                                          |
| 35. | Alvin York                         | Gary Cooper                       | Sergeant York                            | 1941 | Historisk person                                                         |
| 36. | Rooster Cogburn                    | John Wayne                        | De sammanbitna                           | 1969 |                                                                          |
| 37. | Obi-Wan Kenobi                     | Alec Guinness                     | Stjärnornas krig                         | 1977 |                                                                          |
| 38. | Luffaren                           | Charlie Chaplin                   | Stadens ljus                             | 1931 |                                                                          |
| 39. | Lassie                             | Pal                               | Lassie på äventyr                        | 1943 |                                                                          |
| 40. | Frank Serpico                      | Al Pacino                         | Serpico                                  | 1973 | Historisk person                                                         |
| 41. | Arthur Chipping                    | Robert Donat                      | Adjö, Mr. Chips                          | 1939 |                                                                          |
| 42. | Fader Edward                       | Spencer Tracy                     | Han som tänkte med hjärtat               | 1938 | Historisk person                                                         |
| 43. | Moses                              | Charlton Heston                   | De tio budorden                          | 1956 | Biblisk person                                                           |
| 44. | Jimmy "Popeye" Doyle               | Gene Hackman                      | French Connection – Lagens våldsamma män | 1971 | Baserad på New York-polisen Eddie Egan                                   |
| 45. | Zorro                              | Tyrone Power                      | Zorros märke                             | 1940 |                                                                          |
| 46. | Batman                             | Michael Keaton                    | Batman                                   | 1989 |                                                                          |
| 47. | Karen Silkwood                     | Meryl Streep                      | Silkwood                                 | 1983 | Historisk person                                                         |
| 48. | T-800                              | Arnold Schwarzenegger             | Terminator 2 – Domedagen                 | 1991 |                                                                          |
| 49. | Andrew Beckett                     | Tom Hanks                         | Philadelphia                             | 1993 | Löst baserad på Geoffrey Bowers                                          |
| 50. | General Maximus Decimus Meridius   | Russell Crowe                     | Gladiator                                | 2000 |                                                                          |

### Skurkar

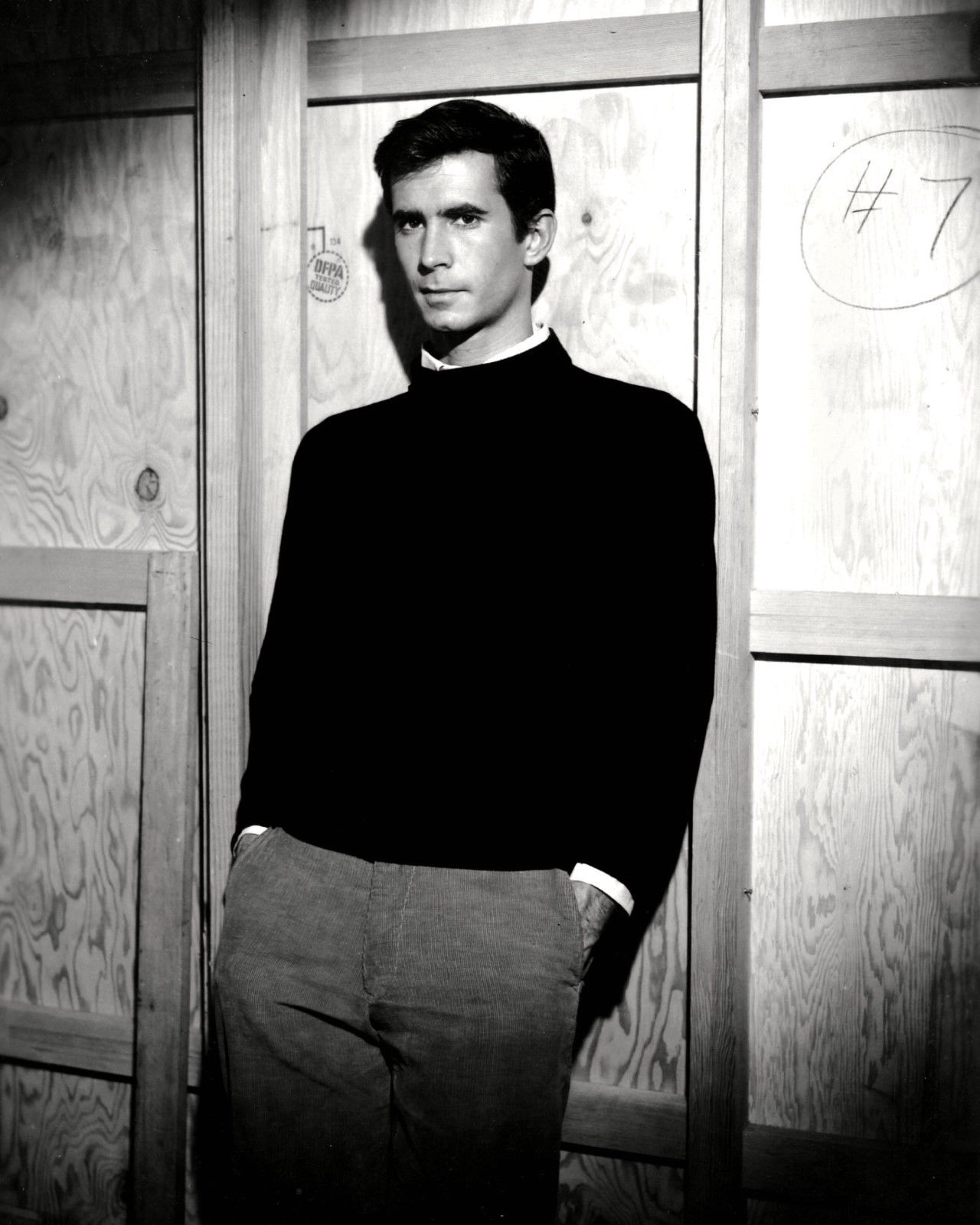
Norman Bates (Anthony Perkins) i Psycho blev utvald till den näst störste skurken.

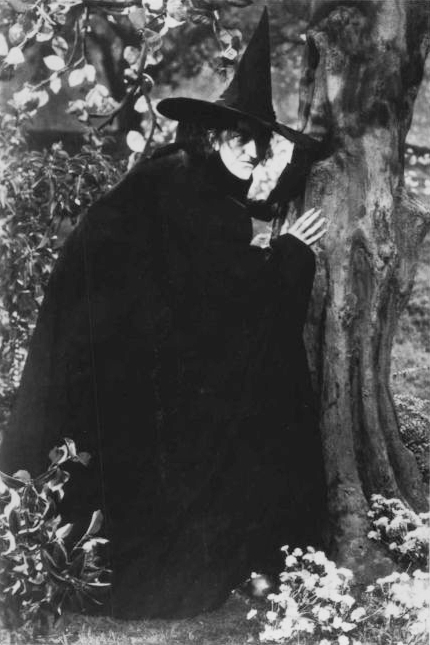
Den onda Häxan från Väst (Margaret Hamilton) i Trollkarlen från Oz blev korad till den fjärde största skurken.

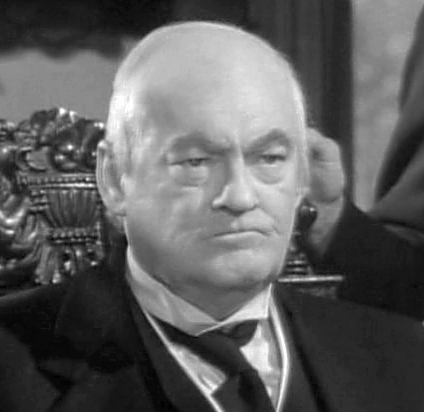
Mr. Potter (Lionel Barrymore) i Livet är underbart blev korad till den sjätte största skurken.

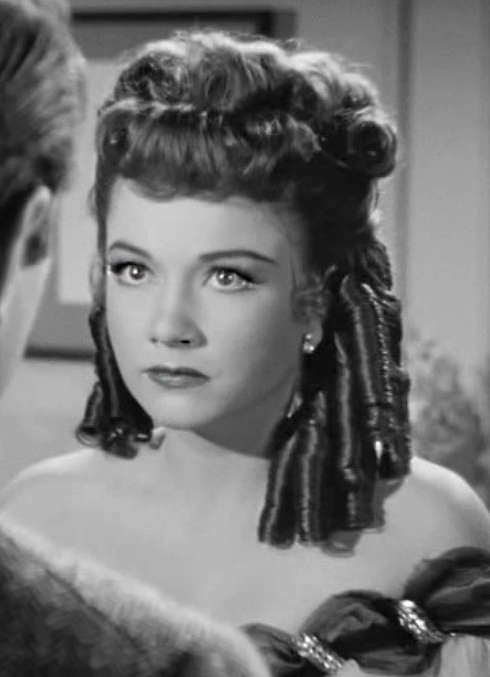
Eve Harrington (Anne Baxter) i Allt om Eva placerade sig på plats 23 på skurklistan.

| #   | Skurk                             | Skådespelare                               | Film                                  | År   | Notering                               |
| --- | --------------------------------- | ------------------------------------------ | ------------------------------------- | ---- | -------------------------------------- |
| 1.  | Dr. Hannibal Lecter               | Anthony Hopkins                            | När lammen tystnar                    | 1991 |                                        |
| 2.  | Norman Bates                      | Anthony Perkins                            | Psycho                                | 1960 | Löst baserad på mördaren Ed Gein       |
| 3.  | Darth Vader                       | David Prowse (röst av James Earl Jones)    | Rymdimperiet slår tillbaka            | 1980 |                                        |
| 4.  | Den onda Häxan från Väst          | Margaret Hamilton                          | Trollkarlen från Oz                   | 1939 |                                        |
| 5.  | Syster Ratched                    | Louise Fletcher                            | Gökboet                               | 1975 |                                        |
| 6.  | Mr. Potter                        | Lionel Barrymore                           | Livet är underbart                    | 1946 |                                        |
| 7.  | Alex Forrest                      | Glenn Close                                | Farlig förbindelse                    | 1987 |                                        |
| 8.  | Phyllis Dietrichson               | Barbara Stanwyck                           | Kvinna utan samvete                   | 1944 |                                        |
| 9.  | Regan MacNeil (besatt av "Satan") | Linda Blair (röst av Mercedes McCambridge) | Exorcisten                            | 1973 |                                        |
| 10. | Den onda drottningen              | Röst av Lucille La Verne                   | Snövit och de sju dvärgarna           | 1937 |                                        |
| 11. | Michael Corleone                  | Al Pacino                                  | Gudfadern del II                      | 1974 |                                        |
| 12. | Alex DeLarge                      | Malcolm McDowell                           | A Clockwork Orange                    | 1971 |                                        |
| 13. | HAL 9000                          | Röst av Douglas Rain                       | År 2001 – ett rymdäventyr             | 1968 |                                        |
| 14. | The Alien                         | Bolaji Badejo                              | Alien                                 | 1979 |                                        |
| 15. | Amon Goeth                        | Ralph Fiennes                              | Schindler's List                      | 1993 | Historisk person                       |
| 16. | Noah Cross                        | John Huston                                | Chinatown                             | 1974 |                                        |
| 17. | Annie Wilkes                      | Kathy Bates                                | Lida                                  | 1990 |                                        |
| 18. | The Shark                         | "Bruce"                                    | Hajen                                 | 1975 |                                        |
| 19. | Kapten Bligh                      | Charles Laughton                           | Myteri                                | 1935 | Historisk person                       |
| 20. | Man                               | Röst av Paul Starrs                        | Bambi                                 | 1942 |                                        |
| 21. | Mrs. Eleanor Iselin               | Angela Lansbury                            | Hjärntvättad                          | 1962 |                                        |
| 22. | Terminator                        | Arnold Schwarzenegger                      | Terminator                            | 1984 |                                        |
| 23. | Eve Harrington                    | Anne Baxter                                | Allt om Eva                           | 1950 |                                        |
| 24. | Gordon Gekko                      | Michael Douglas                            | Wall Street                           | 1987 |                                        |
| 25. | Jack Torrance                     | Jack Nicholson                             | The Shining                           | 1980 |                                        |
| 26. | Cody Jarrett                      | James Cagney                               | Glödhett                              | 1949 |                                        |
| 27. | Marsmänniskor                     | Diverse                                    | Världarnas krig                       | 1953 |                                        |
| 28. | Max Cady                          | Robert Mitchum                             | Farlig främling                       | 1962 |                                        |
| 29. | Pastor Harry Powell               | Robert Mitchum                             | Trasdockan                            | 1955 |                                        |
| 30. | Travis Bickle                     | Robert De Niro                             | Taxi Driver                           | 1976 |                                        |
| 31. | Mrs. Danvers                      | Judith Anderson                            | Rebecca                               | 1940 |                                        |
| 32. | Clyde Barrow och Bonnie Parker    | Warren Beatty och Faye Dunaway             | Bonnie och Clyde                      | 1967 | Historiska personer                    |
| 33. | Greve Dracula                     | Bela Lugosi                                | Mysteriet Dracula                     | 1931 |                                        |
| 34. | Dr. Szell                         | Laurence Olivier                           | Maratonmannen                         | 1976 |                                        |
| 35. | J.J. Hunsecker                    | Burt Lancaster                             | Segerns sötma                         | 1957 | Baserad på kolumnisten Walter Winchell |
| 36. | Frank Booth                       | Dennis Hopper                              | Blue Velvet                           | 1986 |                                        |
| 37. | Harry Lime                        | Orson Welles                               | Den tredje mannen                     | 1949 |                                        |
| 38. | Caesar Enrico Bandello            | Edward G. Robinson                         | Little Caesar                         | 1931 |                                        |
| 39. | Cruella De Vil                    | Röst av Betty Lou Gerson                   | Pongo och de 101 dalmatinerna         | 1961 |                                        |
| 40. | Freddy Krueger                    | Robert Englund                             | Terror på Elm Street                  | 1984 |                                        |
| 41. | Joan Crawford                     | Faye Dunaway                               | Mommie Dearest                        | 1981 | Historisk person                       |
| 42. | Tom Powers                        | James Cagney                               | Public Enemy - samhällets fiende nr 1 | 1931 |                                        |
| 43. | Regina Giddens                    | Bette Davis                                | Kvinnan utan nåd                      | 1941 |                                        |
| 44. | Baby Jane Hudson                  | Bette Davis                                | Vad hände med Baby Jane?              | 1962 |                                        |
| 45. | Jokern                            | Jack Nicholson                             | Batman                                | 1989 |                                        |
| 46. | Hans Gruber                       | Alan Rickman                               | Die Hard                              | 1988 |                                        |
| 47. | Tony Camonte                      | Paul Muni                                  | Scarface – Chicagos siste gangster    | 1932 |                                        |
| 48. | Roger "Verbal" Kint (Keyser Söze) | Kevin Spacey                               | De misstänkta                         | 1995 |                                        |
| 49. | Auric Goldfinger                  | Gert Fröbe (röst av Michael Collins)       | Goldfinger                            | 1964 |                                        |
| 50. | Alonzo Harris                     | Denzel Washington                          | Training Day                          | 2001 |                                        |

## Kriterier
AFI presenterade en lista med sex kriterier som skulle tas hänsyn till vid omröstningen: 
- Karaktären måste vara från en spelfilm, åtminstone 60 minuter lång.
- Karaktären måste vara från en engelskspråkig film, producerad helt eller delvis i USA.
- En hjälte är en karaktär som klarar sig igenom extrema situationer och som främjar god moral, mod och god vilja.
- En skurk är en självupptagen karakär med ett ont sinne som söker makt.
- Karaktären måste ha präglat det amerikanska samhället genom stil och innehåll.
- Karaktären skall ha bidragit till att lyfta och berika USA:s filmhistoria och bör fortfarande vara en inspiration för branschen och publiken.